# Chrysogorgia orientalis
Chrysogorgia orientalis is een zachte koraalsoort uit de familie Chrysogorgiidae. De koraalsoort komt uit het geslacht Chrysogorgia. Chrysogorgia orientalis werd in 1902 voor het eerst wetenschappelijk beschreven door Versluys.